# クリュタイムネストラ (小惑星)
クリュタイムネストラ（179 Klytaemnestra）またはクリタイムネストラ は、小惑星帯に位置する大きな小惑星の一つで、S型小惑星に分類される。
1877年11月11日にアメリカ合衆国の天文学者・ジェームズ・クレイグ・ワトソンにより発見され、ギリシア神話に登場するアガメムノンの妻であるクリュタイムネストラにちなんで命名された。ワトソンは生涯で22個の小惑星を発見したが、これはそのうち最後のものである。